# アカデミー・コラロッシ

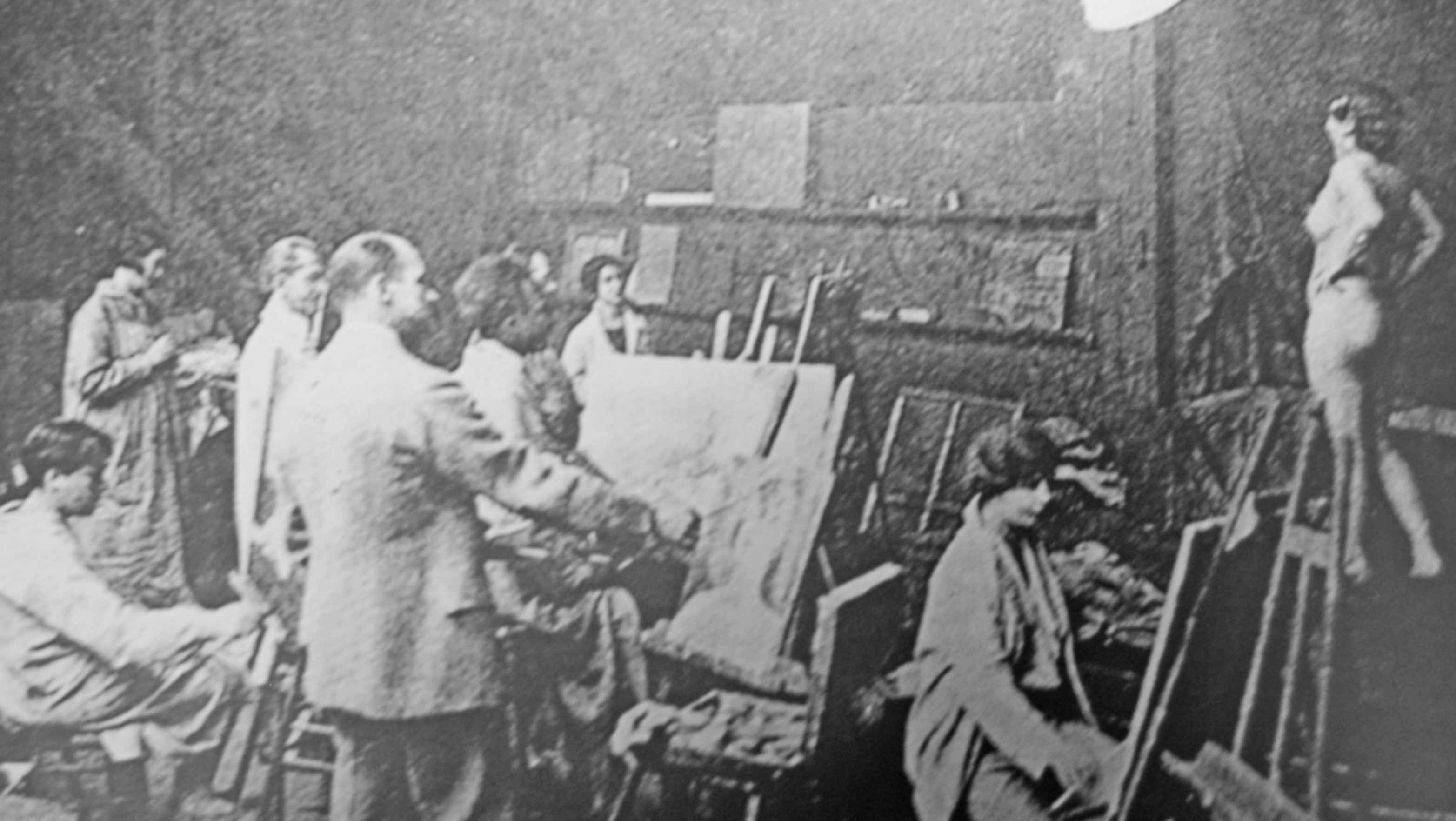
1908年頃の授業風景

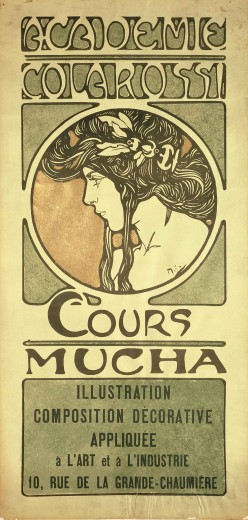
アルフォンス・ミュシャのポスター

アカデミー・コラロッシ（Académie Colarossi）は19世紀末から、20世紀の初めにパリにあった、私立の美術学校である。多くの外国人美術家や女性美術家が学んだ。

## 概要
イタリア人彫刻家、フィリッポ・コラロッシが1870年代に設立した。公立のフランス国立高等美術学校が、保守的な教育を行っていたのに対して、私立のアカデミー・ジュリアンと同じように女性学生の入学を認め、男性ヌードモデルを使った授業に女性学生の参加を認めた。
アカデミー・コラロッシで学んだ女子学生には、モディリアーニの内縁の妻として知られる、ジャンヌ・エビュテルヌや、スコットランドで「グラスゴーガールズ」と呼ばれる女性美術家グループの代表的画家となるベッシー・マクニコル、カナダのエミリー・カー、フランスの彫刻家、カミーユ・クローデルらがいた。
1910年には、初めての女性教師として、ニュージーランドの画家、フランシス・ホジキンスが採用された。有名な教師には、彫刻家のジャン＝アントワーヌ・アンジャルベール（Jean-Antoine Injalbert）や日本人画家たちと関係の深い、ラファエル・コランらがいた。
主な日本人、日系人学生には、久米桂一郎、黒田清輝、ヘンリー・ユズル・スギモト、田中万吉、和田英作らがいる。
1930年代になって閉鎖された。

## アカデミーで学んだ芸術家の一覧
- アイルランド
  - アイリーン・グレイ
- アメリカ合衆国
  - en:Lucy Bacon – セオドア・アール・バトラー - セシリア・ボー – en:Charles Bittinger – en:Rinaldo Cuneo – チャールズ・デムス – en:Eyre de Lanux – フローレンス・エステ – en:Clara Fasano - リオネル・ファイニンガー – en:Meta Vaux Warrick Fuller – en:Marion Greenwood – エレン・デイ・ヘール - en:Elizabeth Orton Jones – en:Alice De Wolf Kellogg – ウォルト・クーン – イサム・ノグチ – en:George Loftus Noyes –  ポーリーン・パーマー — リラ・キャボット・ペリー – en:Alice Morgan Wright – en:Stanton Macdonald-Wright – エリナー・アボット – en:Alice Schille – ジャネット・スカダー – en:Armstrong Sperry – en:Inga Stephens Pratt Clark – en:Challis Walker – en:Adele Fay Williams — en:Mahonri Young - エリザベス・ボンソール - アリス・バーバー・スティーブンス - モーリス・プレンダーガスト - クララ・マクチェスニー
- イギリス
  - en:Lamorna Birch – en:John Duncan Fergusson – en:Isobel Heath – en:Richard Jack - オーガスタス・ジョン - en:Mina Loy – en:Ottilie Maclaren Wallace – ベッシー・マクニコル - en:Cedric Morris – サミュエル・ペプロー – en:Elizabeth Polunin – ドッド・プロクター – en:Robert William Service – スタンズモア・ディーン・スティーブンソン - en:Sydney Curnow Vosper - バーサ・ニューカム
- イスラエル
  - en:Avigdor Stematsky
- イタリア
  - en:Romaine Brooks – アメデオ・モディリアーニ
- ウルグアイ
  - en:Juan José Calandria
- エクアドル
  - en:Camilo Egas
- エストニア
  - en:Adamson-Eric – コンラート・メギ – en:Eduard Wiiralt - ニコライ・トリイク
- オーストラリア
  - ヒュー・ラムゼー - アグネス・グッドサー
- オーストリア
  - en:Zofia Albinowska-Minkiewiczowa – en:Aloys Wach
- カナダ
  - en:Frederic Marlett Bell-Smith – エミリー・カー – en:Ralston Crawford – プルーデンス・ヒュアード – en:George Loftus Noyes – (モーリス・プレンダーガスト) – ローラ・ムンツ・ライアル - ジョージ・アグニュー・リード – メアリー・ヒースター・リード – ボードマン・ロビンソン – モーリス・カレン - マルク＝オーレル・ド・フォワ・スゾール＝コテ
- ギリシャ
  - en:Sophia Laskaridou
- シンガポール
  - Georgette Chen
- スイス
  - en:Fritz Glarner – en:Oswald Pilloud – ルイ・ステール - イーダ・バウマン
- スウェーデン
  - en:Carl Eldh – en:Arvid Nyholm – イェニー・ニュストレム – ハンナ・パウリ - エヴァ・ボニエ - エヴァ・レーヴシュテット＝オストロム - ニルス・キュレーゲル - エレン・トロツィヒ
- スペイン
  - アドルフォ・ギアール - ジョアン・ブリュル - en:Hermenegildo Anglada Camarasa
- チェコ
  - en:František Bílek – ヨゼフ・チャペック – アルフォンス・ミュシャ
- ドイツ
  - en:Karl Albert Buehr – ジョージ・グロス – ハンス・ホフマン – ヴィルヘルム・レームブルック – パウラ・モーダーゾーン＝ベッカー - イーダ・ゲルハルディ - ユリエ・ヴォルフトルン
- 日本
  - 久米桂一郎 - 黒田清輝 - ヘンリー・ユズル・スギモト
- ニュージーランド
  - en:Sydney Lough Thompson – Helen Stewart
- ノルウェー
  - ニコライ・アストルプ – en:Jean Heiberg – en:Olaf Gulbransson – en:Wilhelm Rasmussen – en:Aage Storstein – en:Ingebrigt Vik – グスタフ・ヴェンツェル – en:Cora Sandel
- ハンガリー
  - ファラゴー・ゲーザ - en:Emile Lahner – Camilla Koffler (en:Ylla)
- フィンランド
  - ヘレン・シャルフベック – エリン・ダニエルソン＝ガンボージ - エレン・テスレフ - アンナ・サールステン
- フランス
  - en:Hélène de Beauvoir – カミーユ・クローデル – ポール・ゴーギャン – en:Marcel Gromaire – ジャンヌ・エビュテルヌ – en:Jean Lurçat – エミール・シェフネッケル – テオフィル・アレクサンドル・スタンラン – en:Fabien Fabiano - シャルル・フィリジェ
- ブルガリア
  - ジュール・パスキン
- ポーランド
  - ザムエル・ヒルスツェンベルク - en:Stanisław Jackowski – en:Alfons Karpiński – ユゼフ・メホフェル – en:Mela Muter - en:Włodzimierz Tetmajer – ウラディスラウ・スレヴィンスキー - Max Weber – スタニスワフ・ヴィスピャンスキ - オイゲニウス・ザク - カジミェシュ・シチュルスキ
- リトアニア
  - en:Jacques Lipchitz
- ルーマニア
  - en:Reuven Rubin
- ロシア
  - en:Gleb W. Derujinsky – アレクサンドル・ゴロヴィン – アンナ・ゴルプキナ – エフゲニー・ランセレ – コンスタンチン・ソモフ – en:Emil Wiesel